# Týniště (přírodní památka)
Týniště je přírodní památka v okrese Karlovy Vary. Chráněné území s rozlohou 6,01 ha bylo vyhlášeno 20. května 2014. Nachází se okolo bezejmenného rybníka asi jeden kilometr severovýchodně od vesnice Týniště u Verušiček. Předmětem ochrany je evropsky významná lokalita biotopu s populací kuňky ohnivé (Bombina bombina) a čolka velkého (Triturus cristatus).